# Apisa
Apisa är ett släkte av fjärilar. Apisa ingår i familjen björnspinnare.

## Dottertaxa tillApisa, i alfabetisk ordning[1]
- Apisa alberici
- Apisa arabica
- Apisa bourgognei
- Apisa cana
- Apisa canescens
- Apisa cinereocostata
- Apisa cleta
- Apisa connexa
- Apisa crenophylax
- Apisa endoxantha
- Apisa fontainei
- Apisa grisescens
- Apisa hildae
- Apisa histrio
- Apisa holobrunnea
- Apisa homoerotica
- Apisa homopunctata
- Apisa kamitugensis
- Apisa kivensis
- Apisa lamborni
- Apisa lippensi
- Apisa manettii
- Apisa metarctiodes
- Apisa microcanescens
- Apisa nyasae
- Apisa pallota
- Apisa perversa
- Apisa rendalli
- Apisa sjoestedti
- Apisa subargentea
- Apisa subcanescens
- Apisa tristigma